# La Baleine
La Baleine är en kommun i departementet Manche i regionen Normandie i norra Frankrike. Kommunen ligger i kantonen Gavray som tillhör arrondissementet Coutances. År 2022 hade La Baleine 106 invånare.

## Befolkningsutveckling
Antalet invånare i kommunen La Baleine
| Referens: INSEE |